# Abadia de Psalmodi
L'abadia de Psalmodi fou un establiment religiós d'Occitània a la diòcesi de Nimes. Estava situat a poc més de 15 km de Nimes en una illa de la Mediterrània. Posteriorment el mar es va retirar uns quilòmetres i va quedar a terra ferma a la riba del Vistre enmig d'unes maresmes formades pel mar en retirar-se.
No se sap quan es va fundar el monestir de Psalmodi, que probablement data d'època visigoda. Potser el 720 o 725 fou atacat pels sarraïns i destruït. Fou restaurat en temps de Pipí el Breu o de Carlemany i ja existia el 788 quan Carlemany li hauria sotmès el monestir de Sant Sadurní de Nodels, veí d'Aymargues a la diòcesi de Nimes i li hauria donat la torre de Mataforre, moderna vila d'Aigüesmortes; el seu primer abat després del restabliment fou Corbilià. Secularitzats al segle xviii, els monjos foren traslladats a Aigüesmortes i van servir a la col·legial d'Alais conservant-se la seva església havent estat la resta destruït pels hugonots.

## Abats
- Teodemir de Psalmodi (segle ix).